# Arctosa kadjahkaia
Arctosa kadjahkaia är en spindelart som beskrevs av Roewer 1960. Arctosa kadjahkaia ingår i släktet Arctosa och familjen vargspindlar.
Artens utbredningsområde är Afghanistan. Inga underarter finns listade i Catalogue of Life.